# シャルコフ (小惑星)
シャルコフ (4074 Sharkov) は、小惑星帯の小惑星。ニコライ・チェルヌイフがクリミア天体物理天文台で発見した。
ロシア人の天体物理学者に因んで名付けられたらしいが、詳細は不明である。